# Roodrugwever
De roodrugwever (Plocepasser rufoscapulatus) is een zangvogel uit de familie Passeridae (mussen).

## Verspreiding en leefgebied
Deze soort komt voor van zuidelijk Angola tot zuidoostelijk Congo-Kinshasa, Zambia en westelijk Malawi.